# Vadim Nemkov
Vadim Aleksandrovich Nemkov (em russo:  Вадим Александрович Немков) (nascido em 20 de junho de 1992) é um lutador profissional russo de artes marciais mistas e quatro vezes campeão mundial de Combat Sambo e atualmente é o campeão da categoria Meio-Pesado do Bellator MMA, tendo ainda passagens pelo Rizin Fighting Federation. Em 29 de março de 2021, ele era o segundo colocado no ranking de peso por peso masculino do Bellator. Nemkov é o irmão mais novo de Viktor Nemkov e é um protegido do lendário lutador de MMA e mestre de Sambo Fedor Emelianenko. Ele atualmente é considerado como o terceiro melhor Meio-Pesado do mundo pelo site de classificação de MMA Fight Matrix.

## Carreira em artes marciais mistas

### Início de carreira
Entre junho de 2013 e agosto de 2015, Nemkov acumulou um recorde de 4–0 nas promoções regionais russas, vencendo todas as 4 lutas por paralisação.

### Federação de Luta Rizin

#### Rizin Fighting World Grand Prix 2015
Em novembro de 2015, a promoção de luta japonesa (e sucessora do Pride Fighting Championships - Rizin Fighting Federation anunciou as chaves para um Grande Prêmio de Pesos Pesados a ser realizado em 29 e 31 de dezembro. Foi anunciado que Nemkov faria sua estreia no Rizin contra Goran Reljic. Ele venceu a luta por nocaute no primeiro round, avançando para as semifinais 2 dias depois. Nas semifinais em 31 de dezembro, Nemkov enfrentou Jiří Procházka, perdendo por aposentadoria por estar muito exausto no final da primeira rodada (10 minutos).

#### Rizin 1
Nemkov voltou a enfrentar Karl Albrektsson em 16 de abril de 2016 no Rizin 1. Ele perdeu a luta por decisão dividida.

#### Rizin Fighting Word Grand Prix 2016: segunda rodada
Depois de uma luta na Rússia pelo Fight Nights Global, Nemkov competiu novamente em Rizin contra Alison Vicente no dia 29 de dezembro de 2016 no | RIZIN FF WGP 2ª rodada . Ele venceu a luta por nocaute técnico aos 55 segundos do primeiro round.

### Bellator MMA
Em 25 de agosto de 2017, Nemkov fez sua estreia no Bellator contra Philipe Lins no Bellator 182 . Ele venceu a luta por nocaute no primeiro round.
Em sua segunda luta pela promoção, Nemkov enfrentou o ex-campeão dos pesos-pesados do Bellator Liam McGeary no Bellator 194 em 16 de fevereiro de 2017. Ele venceu a luta por nocaute técnico devido a chutes nas pernas no terceiro round.
Nemkov novamente enfrentou um ex-campeão Light Heavyweight do Bellator em Phil Davis em 15 de novembro de 2018 no Bellator 209 . Ele venceu a luta disputada por decisão dividida.
No início de 2019, Nemkov assinou um novo contrato multi-lutas com o Bellator MMA. Como primeira luta do contrato, Nemkov enfrentou o ex-campeão dos médios do Bellator Rafael Carvalho, no Bellator 230, no dia 12 de outubro de 2019. Nemkov venceu a luta por finalização no segundo round.

#### Bellator Light Heavyweight Campeão do Mundo (até 2020)
Depois de acumular quatro vitórias consecutivas no Bellator, três das quais contra ex-campeões do Bellator, Nemkov foi contratado para desafiar Ryan Bader no Bellator 242 em 9 de maio de 2020 pelo Bellator Light Heavyweight World Championship . No entanto, foi mais tarde anunciado que a luta do Bellator 242 e de Nemkov contra Bader estava sendo adiada devido à pandemia de COVID-19 . A luta com Bader foi remarcada e ocorreu em 21 de agosto no Bellator 244 . Nemkov venceu a luta por nocaute técnico no segundo assalto, conquistando o título do Bellator Light Heavyweight.
Em 9 de fevereiro de 2021, foi anunciado que Nemkov estaria defendendo o título do Bellator Light Heavyweight no Torneio Bellator Light Heavyweight Grand Prix. Foi anunciado que Nemkov faria sua primeira defesa de título contra Phil Davis, uma revanche da luta de novembro de 2018, que viu Nemkov vencer por decisão dividida. A luta aconteceu no Bellator 257 em 16 de abril de 2021. Nemkov venceu a luta por decisão unânime, com Nemkov controlando os três primeiros rounds em pé.

## Vida pessoal
Nemkov serviu na 16ª Brigada de Propósito Especial de Spetsnaz em 2010.

## Campeonatos e conquistas
- Bellator MMA
  - Campeonato Mundial de Pesos Pesados Bellator (uma vez, atual)
    - Uma defesa de título bem-sucedida
- Federação de Luta Rizin
  - Semifinalista do Grande Prêmio de Rizin de 2015

## Registro de artes marciais mistas
| Cartel no MMA   |             |            |
| 17 lutas        | 15 vitórias | 2 derrotas |
| Por nocaute     | 11          | 1          |
| Por finalização | 2           | 0          |
| Por decisão     | 2           | 1          |

| Res.    | Cartel | Oponente         | Método                                    | Evento                                           | Data       | Round | Tempo | Local                           | Notas |
| ------- | ------ | ---------------- | ----------------------------------------- | ------------------------------------------------ | ---------- | ----- | ----- | ------------------------------- | --- |
| Vitória | 15-2   | Julius Anglickas | Finalização (kimura)                      | Bellator 268: Nemkov vs. Anglickas               | 16/10/2021 | 4     | 4:25  | Phoenix, Arizona                | Semifinal do Grande Prix dos Meio Pesados do Bellator; Defendeu o Cinturão Meio Pesado do Bellator.        |
| Vitória | 14-2   | Phil Davis       | Decisão (unânime)                         | Bellator 257: Nemkov vs. Davis 2                 | 16/04/2021 | 5     | 5:00  | Uncasville, Connecticut         | Quartos de final do Grande Prix dos Meio Pesados do Bellator; Defendeu o Cinturão Meio Pesado do Bellator. |
| Vitória | 13-2   | Ryan Bader       | Nocaute Técnico (chute na cabeça e socos) | Bellator 244: Bader vs. Nemkov                   | 21/08/2020 | 2     | 3:02  | Uncasville, Connecticut         | Ganhou o Cinturão Meio Pesado do Bellator.                                                                 |
| Vitória | 12-2   | Rafael Carvalho  | Finalização (mata leão)                   | Bellator 230: Sakara vs. Grigsby                 | 12/10/2019 | 2     | 3:56  | Milão                           | |
| Vitória | 11-2   | Phil Davis       | Decisão (dividida)                        | Bellator 209: Pitbull vs. Sanchez                | 15/11/2018 | 3     | 5:00  | Tel Aviv                        | |
| Win     | 10-2   | Liam McGeary     | Nocaute Técnico (chutes na perna)         | Bellator 194: Mitrione vs. Nelson 2              | 16/02/2018 | 3     | 4:02  | Uncasville, Connecticut         | |
| Vitória | 9-2    | Philipe Lins     | Nocaute (socos)                           | Bellator 182: Koreshkov vs. Njokuani             | 25/08/2017 | 1     | 3:03  | Nova Iorque                     | Estreia no Bellator.                                                                                       |
| Vitória | 8-2    | Alison Vicente   | Nocaute Técnico (socos)                   | Rizin World Grand Prix 2016: 2nd Round           | 29/12/2016 | 1     | 0:55  | Saitama                         | |
| Vitória | 7-2    | Mikołaj Różanski | Nocaute Técnico (socos)                   | Fight Nights Global 50: Emelianenko vs Maldonado | 17/06/2016 | 1     | 3:39  | São Petersburgo                 | |
| Derrota | 6-2    | Karl Albrektsson | Decisão (dividida)                        | Rizin 1                                          | 17/04/2016 | 3     | 5:00  | Nagoya                          | Retornou aos Meio Pesados.                                                                                 |
| Derrota | 6-1    | Jiří Procházka   | Nocaute Técnico (desistência)             | Rizin World Grand Prix 2015: Part 2 - Iza        | 31/12/2015 | 1     | 10:00 | Saitama                         | Semifinal do Grand Prix Peso Pesado do RIZIN.                                                              |
| Vitória | 6-0    | Goran Reljić     | Nocaute Técnico (socos)                   | Rizin World Grand Prix 2015: Part 1 - Saraba     | 29/12/2015 | 1     | 2:58  | Saitama                         | Estreia nos Pesados; Quartas de final do Grand Prix Peso Pesado do RIZIN.                                  |
| Vitória | 5-0    | Joaquim Ferreira | Nocaute (soco)                            | Plotforma S-70 6th                               | 29/08/2015 | 1     | 0:22  | Sochi                           | |
| Vitória | 4-0    | Isidor Bunea     | Nocaute Técnico (socos)                   | SOMMAF: Steel Battle 2                           | 24/04/2015 | 1     | 1:00  | Stary Oskol, Oblast de Belgorod | |
| Vitória | 3-0    | Michał Gutowski  | Nocaute Técnico (socos)                   | Alexander Nevsky MMA: Liberation                 | 05/08/2013 | 1     | 4:32  | Stary Oskol, Oblast de Belgorod | |
| Vitória | 2-0    | Andrei Trufaikin | Nocaute Técnico (socos)                   | RadMer 4: 2 Round                                | 27/06/2013 | 1     | 2:29  | Sterlitamak, Bashkortostan      | |
| Vitória | 1-0    | Magomed Datsiev  | Nocaute Técnico (socos)                   | Way Of The Warrior 3                             | 31/05/2013 | 3     | N/A   | Tambov                          | |